# 高橋夏樹
高橋 夏樹（たかはし なつき、1974年8月11日 - ）は、日本の元女優。
東京都出身。身長162cm。血液型はA型。特技は水泳、ピアノ。ボックスコーポレーションに所属していた。

## 略歴
第1回ミス・メディアクイーン・コンテストでグランプリを獲得。当初はいわゆる制服系アイドルとして「すっぴん」などのグラビアに顔を見せた。
1993年、スーパー戦隊シリーズ『五星戦隊ダイレンジャー』のリン / ホウオウレンジャー役を演じた。以降女優としても活動したが、結婚を機に引退。
2003年に雑誌内企画の座談会に出席。その後の2010年に『東映ヒーローMAX Vol.32』にて、和田圭市、酒井寿と共に登場した。
2016年、「戦隊職人五星戦隊ダイレンジャー『オーラチェンジャー&キバチェンジャー』」の発売に際して、当時のメンバーとともに新録音声で参加。
『ダイレンジャー』の前作『恐竜戦隊ジュウレンジャー』でヒロインを務めた千葉麗子とは、同じ雑誌でデビューしたことから親交があったが、双方とも戦隊出演当時は多忙であったため会うことができなかったという。同作品で共演した和田圭市は、高橋について皆で守っていかなければならない妹分であったと述べている。

## 出演

### ドラマ
- 火曜ミステリー劇場「冬の京都幽霊事件 ミステリー研女子大生のドキドキ名推理!」（1991年3月5日） - 日下ユリコ 役
- 綺麗になりたい（1992年）
- 五星戦隊ダイレンジャー（1993年 - 1994年） - リン / ホウオウレンジャー 役
- 静かなるドン（1994年 - 1995年）
  - 静かなるドンRETURNS（1995年）
  - 静かなるドンFOREVER（1996年）

### 映画
- 青春デンデケデケデケ（1992年）
- 劇場版 五星戦隊ダイレンジャー（1993年） - リン / ホウオウレンジャー 役

### CM
- クレアラシル（P&G）
- シャンプードレッサー（TOTO）
- ネスレ日本キットカット(新体操編)※一色紗英と共演
- ネスレ日本キットカット(テニスコート編)※一色紗英と共演

### バラエティ
- 櫻井・有吉 THE夜会（2017年9月28日） - ホウオウレンジャーの声 役

### ビデオ
- 学園ソナタ創刊号・それぞれの課外授業（P&G）

### 玩具
- 五星戦隊ダイレンジャー オーラチェンジャー&キバチェンジャー 戦隊職人 ～SUPER SENTAI ARTISAN～（2017年3月）

## 書籍

### 写真集
- 高橋夏樹15歳
- 舞い降りた天使たち・ANGELS17.8
- 舞い降りた天使たち2・ANGELS17.4